# Sandra Blázquez
Sandra Blázquez (Madrid, 23 de gener del 1987) és una actriu espanyola, principalment coneguda per participar en series televisives com; Cambio de clase, Fisica o quimica, Tierra de lobos, Vive cantando, Acacias 38...
A part de la seva carrera com a actriu, és cofundadora de l'organització benèfica de IdeaLibre, la qual va formar amb la seva amiga María Fábregas el 2014. És una ONG situada en Chumvi, un dels llocs més deserts de Kènia i amb extrema pobresa. El seu objectiu principal és ajudar que tots els nens puguin arribar a viure en una situació digna i per això se centren molt en l'accés a l'educació.
Després de viure aquesta experiència va decidir escriure un llibre titulat “Me dije hazlo y lo hice”, on explica els seus sentiments durant el procés per desenvolupar IdeaLibre.

## Biografia
Sandra Blázquez és la petita de quatre germans, va anar a l'escola Cumbre de Madrid i des de petita fa interpretació. Cap als 9 anys va ser quan va descobrir que volia ser actriu. Els seus estudis van arribar fins al batxillerat, després, un curs de direcció de cinema i diferents tallers i seminaris. Va començar a actuar amb 11 anys fent de Fabiola a "Al salir de clase". Més tard, va presentar el programa infantil "Club Matrix" durant dos anys i a partir de llavors va seguir fent papers secundaris i papers episòdics com a "Hospital Central", "Ana y los siete".
A partir del 2006 comença a ser reconeguda pel paper de Luna a "Cambio de clase", però fins a l'aparició de l'Alma a "Física o química", no va aconseguir més èxit. Aquesta és una sèrie juvenil que en el seu moment va ser molt visualitzada, on interpreta una noia misteriosa que apareix a la sèrie a la cinquena temporada per cap girar les vides dels seus companys.
Durant la seva carrera com a actriu, majoritàriament ha fet sèries televisives i alguna pel·lícula, però afirma que també li agradaria poder fer teatre en algun moment.
L'any 2014 va decidir compaginar la seva carrera amb la idea de desenvolupar l'ONG Idea Libre, que ajuda al poble de Kènia a sortir de la pobresa. A partir d'aquesta experiència, va publicar el seu primer llibre l'any 2020, "Me dije hazlo y lo hice".

## Filmografia[4]

### Sèries de televisió
| Títol                              | Personatge           | Any  | Capítols | Gènere             |
| Al salir de clase                  | Fabiola Chicote      | 1998 | 16       | Telenovel·la       |
| Ana y los siete                    | Amiga de Carolina    | 2002 | 2        | Comèdia / Drama    |
| La vida de Rita                    | Rosarito             | 2003 | 5        | Comèdia            |
| Hospital Central                   | Noia de la discoteca | 2004 | 1        | Drama              |
| La sopa boba                       | Eva                  | 2004 | 109      | Comèdia            |
| Hospital Central                   | Verónica             | 2005 | 1        | Drama              |
| Cambio de classe                   | Luna                 | 2006 | 69       | Comèdia            |
| Hospital Central                   | Parella de Maurice   | 2007 | 1        | Drama              |
| Hay que vivir                      | Mónica               | 2007 | 1        | Drama / Documental |
| Física o química                   | Alma Núñez           | 2008 | 55       | Drama              |
| Tierra de lobos                    | Luz                  | 2010 | 20       | Drama/Acció        |
| Rocío Dúncal, volver a verte       | Carmen Morales       | 2011 | 2        | Biografia          |
| El don de Alba                     | Sofía                | 2013 | 1        | Drama              |
| Vive cantando                      | María José           | 2013 | 25       | Comèdia / Musical  |
| Acacias 38                         | Huertas              | 2016 | 145      | Telenovel·la       |
| Servir y proteger                  | Sandra Vallejo       | 2019 | 11       | Telenovel·la       |
| Física o química “el reencuentro ” | Alma Núñez           | 2020 | 2        | Drama              |

### Pel·lícules i programes de televisió
| Títol                   | Personatge   | Any         | Categoria             |
| Club Megatrix           | Presentadora | 1998 - 2000 | Programa de televisió |
| Primer y última amor    | Alicia       | 2002        | Pel·lícula            |
| Matar al ángel          | Ana          | 2004        | Pel·lícula            |
| El caso Wanninkhof      | Lorena       | 2008        | Pel·lícula            |
| No mires ahí            | Marta        | 2013        | Curtmetratge          |
| ”No pide tanto, idiota” |              | 2015        | Videoclip             |

## Idea Libre
Idea Libre és una organització benèfica creada al març del 2014 per dos amigues, la Sandra Blázquez i la María Fábregas. És una ONG enfocada a millorar l'estil de vida dels habitants de Chumvi, Kenia, ja que viuen en extrema pobresa. Principalment se centren en ajudar els més petits per tal que puguin accedir a una escolarització mínima i així poder arribar a tenir un futur decent.
En la seva pàgina web es pot veure que insisteixen molt en la importància de la transparència, i també repeteixen bastants cops que per elles, la qualitat va abans que la quantitat. Durant les seves experiències dirigint aquesta ONG es van adonar que és millor anar fent projectes concrets, que no pas anar fent molts a l'hora. D'aquesta manera poden desenvolupar-se amb més qualitat per tal que en un futur pugui seguir sent beneficiosa.
Elles busquen ser molt transparents, i per això mostren les recaptacions que aconsegueixen, com les utilitzen, on van a parar, quants socis hi participen... D'aquesta manera demostren realment a quanta gent han pogut ajudar amb les aportacions i donacions.

## Me dije hazlo y lo hice
"Me dije hazlo y lo hice" és el llibre escrit per Sandra Blázquez, on explica com, després de fer el viatge al Marroc, i anar a visitar un orfenat diàriament, li va canviar totalment la vida. Explica com, a partir d'aquesta experiència, va sorgir la idea de fundar l'ONG IdeaLibre. També explica els seus inicis, les pors i inseguretats que junt amb la seva amiga i cofundadora María Fábregas van sentir. A partir d'això, narra com van tirar endavant el projecte i com han fet per arribar a on es troben actualment.